# Bangime
Le bangime est une langue isolée parlée au Mali.